# Castelo da Tourrette

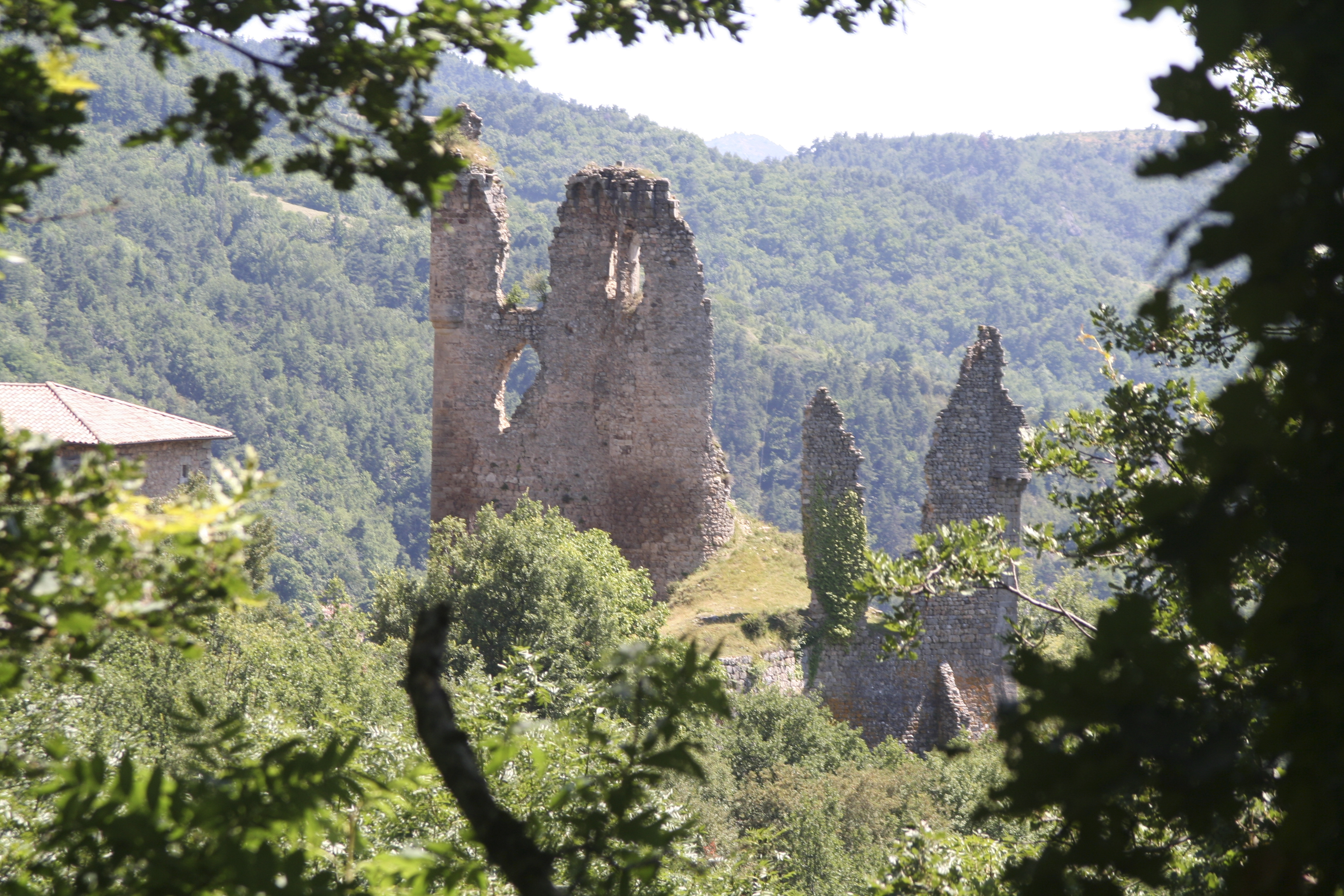
Castelo da Tourrette

As ruínas do Castelo da Tourrette encontram-se na comuna de Vernoux-en-Vivarais no departamento de Ardèche, na França. Data do século XIV.

## Protecção
Os vestígios do castelo, nomeadamente a sua torre de menagem quadrada, foram classificados como monumentos históricos em 1996, ao mesmo tempo que uma casa fortificada da mesma propriedade construída nos séculos XV e XVI.